# Candies
Candies (jap. キャンディーズ) – japońska grupa muzyczna, popularna w latach 70. XX wieku.

## Dyskografia

### Single
1. Anata ni muchū (jap. あなたに夢中) (1973)
2. Soyokaze no kuchizuke (jap. そよ風のくちづけ) (1974)
3. Abunai doyōbi (jap. 危い土曜日)
4. Namida no kisetsu (jap. なみだの季節)
5. Toshishita no otoko no ko (jap. 年下の男の子) (1975)
6. Uchiki na aitsu (jap. 内気なあいつ)
7. Sono ki ni sasenaide (jap. その気にさせないで)
8. Heart no Ace ga dete konai (jap. ハートのエースが出てこない Hāto no ēsu ga dete konai)
9. Haru ichiban (jap. 春一番) (1976)
10. Natsu ga kita! (jap. 夏が来た!)
11. Heart dorobō (jap. ハート泥棒 Hāto dorobō)
12. Aishū no Symphony (jap. 哀愁のシンフォニー Aishū no Shinfonī)
13. Yasashii akuma (jap. やさしい悪魔) (1977)
14. Shoch ūomimai mōshiagemasu (jap. 暑中お見舞い申し上げます)
15. Un, deux, trois (jap. アン・ドゥ・トロワ An, du, torowa)
16. Wana (jap. わな)
17. Hohoemi gaeshi (jap. 微笑がえし) (1978)
18. Tsubasa (jap. つばさ) (1978)

### Wideo
|   | Tytuł                                     | Tryb    |
| - | ----------------------------------------- | ------- |
| 1 | Candies Forever (1978 Final Carnival)     | DVD     |
| 2 | Candies Treasure (1977-1978 Live)         | DVD     |
| 3 | Candies Treasure VOL.1 (1977 Live)        | Blu-ray |
| 4 | Candies Treasure VOL.2 (1977 Live)        | Blu-ray |
| 5 | Candies Treasure VOL.3 (1978 Live)        | Blu-ray |
| 6 | Candies Treasure VOL.4 (TV Live)          | Blu-ray |
| 7 | The Final Carnival (The Complete Version) | DVD     |